# Jantarski put
Jantarski put je vjerojatno najstarija europska komunikacijska trasa između sjevera i juga, nastala za trgovinu jantarom. To je trgovački put kojim se prenosio jantar s obala Baltičkog mora preko europskog kontinenta do Sredozemlja.
Prve pouzdanije vijesti o postojanju jantarskog puta datiraju u brončano doba. Po Herodotu, jantar skupljaju Hiperborejci na Baltiku, zatim ga preuzimaju Skiti koji ga donose do stanovnika sjevernog Jadrana odakle se dalje prenosi do Dela (ili Pila, koji je središte trgovine prema istoku). Po Diodoru, jantar donose Germani do Veneta i Etruščana, a ovi ga predaju Grcima. 
Najuvjerljivija je rekonstrukcija jednoga kraka puta po kojoj on ide od Baltika dolinom Labe preko Češke i Jadranskih vrata do Ljubljane i Ptuja, te se spušta u Istru, pa na otoke Elektride, najvjerojatnije Cres i Lošinj, a zatim se brodovima prenosi u Grčku i dalje u Egipat. Drži se da je zbog interesa pomorskog dijela puta prokopan i Osorski kanal između Cresa i Lošinja.
Postoje i drugi krakovi puta: prema Crnom moru, Rhonei, kao i neposredna pomorska putovanja Grka (Piteja iz Massilije) i Feničana do Baltika. 
Ratovi Rimljana s Ilirima, kao i kasnije provale naroda u doba velikih seoba, prekidaju tu staru komunikaciju, ali ona ostaje važna kao jedno od izvorišta rane povezanosti europskoga antropogeografskog prostora.

## Vanjske poveznice
- Jantarski put (engl.)